# Junior Collins
Addison Collins, detto Junior (Pine Bluff, 17 aprile 1927 – Dublin, 14 marzo 1976), è stato un suonatore di corno francese statunitense.
Collins suonò il corno con la banda di Glenn Miller nell'Aviazione Militare americana e prese parte a molte incisioni con grandi orchestre e sezioni di fiati negli anni quaranta e cinquanta collaborando con Claude Thornhill, Dizzy Gillespie, Charles Mingus, Charlie Parker. La sua collaborazione più famosa è quella che lo vide prendere parte ad alcune sessioni del progetto di "Birth of the Cool" con Miles Davis.